# MORNING SCOPE
MORNING SCOPE（モーニング・スコープ）は、FM NORTH WAVEで2005年4月4日から2008年3月31日まで、平日6:00 - 9:00に生放送されていたラジオ番組。担当したDJ（パーソナリティー）は合計5人で、在任期間が最も長い人は古家正亨、竹本アイラである（約2年）。また金曜版は、「モーニングスコープフライデー」とも呼ばれることがある。

## DJ
- 月曜-木曜 - 鹿島千穂（2007年4月2日 - 2008年3月31日）
- 金曜日 - 宮田圭子（2007年10月5日 - 2008年3月28日）

## 過去のDJ
- 月曜-木曜 - 古家正亨（放送開始 - 2007年3月29日)
- 金曜日 - アイラ（放送開始 - 2007年3月30日）、矢野聖子（放送開始 - 2007年9月28日）

## 主なコーナー
- 6:14 WEATHER IMFORMATION（ウェザー・インフォメーション）
その日のインフォメーションDJが札幌、函館、旭川、帯広、釧路の天気と予想最高気温を伝える。
- 6:27 NEWS FRASH,SPORTS FRASH
国内外のニュースおよびスポーツ情報を、ヘッドライン形式で伝える。下のヘッドラインニュースとは違い、番組DJが行っていた。
- 6:42 HEADLINE NEWS（ヘッドライン・ニュース）
その日のインフォメーションDJが各誌朝刊からフラッシュニュースを伝える。
- 7:45 TRAFFIC IMFORMATION（トラフティックインフォメーション）
日本道路交通情報センターの担当者から、北海道内の普通道路、高速道路の渋滞情報などを伝える。
- 7:58 WEATHER IMFORMATION
- 8:07 TRAFFIC IMFORMATION
- 8:09 AIRPORT IMFORMATION（エアポートインフォメーション）
その日のインフォメーションDJが新千歳空港発着便の運行、混雑状況などを伝える。
- 8:15 (月 - 木)　GLOBAL SCOPE（グローバル・スコープ）
月-水曜日は最近注目の活動や人に、木曜日は新作映画にスポットを当て、当人や映画の監督などへのインタビューを中心に送る。
- 8:15 (金のみ) SUBARU WEEKEND PRESURE（DJ 竹本アイラ）
- 8:28 HEADLINE NEWS
- 8:42 WEATHER IMFORMATION
- 8:47 (月のみ) HAKODATE NOSTALGIC STORY(ハコダテ・ノスタルジック・ストーリー)

## その他
- 毎日7時の時報の後に、DJがスタジオのあるJR札幌駅北口に出て外からその日の駅前の様子等を生中継する。
- コーナーではないが、毎日8:30頃にDJオススメのアルバムを1枚ピックアップし、そこから2曲ほどを紹介する時間がある。
- かつて番組に登場していた「メガカワイII」は番組専用温度計の通称で、名前からもわかるとおり現在の温度計は2代目である。初代の「カワイくん」は放送開始当初から9月末まで役目を果たしたが、実際の気温との差が大きくそれを伝えるDJも困ったほどだった。ちなみに「カワイくん」が温度だけなのに対し、「メガカワイII」は湿度も表示できた。